# Павленко, Николай Михайлович
Николай Михайлович Павленко (род. 15 июня 1937, Сотниковское, Орджоникидзевский край) — советский ученый в области химии и биохимии виноделия, доктор технических наук с 1982 года, профессор с 1983 году. Представитель СССР (и академик) в Международной организации виноградарства и виноделия (1981) и член её исполнительного комитета. Ведущий научный сотрудник Института винограда и вина «Магарач».

## Биография
Родился 15 июня 1937 года в селе Сотниковское Благодарненского района Ставропольского края. В 1964 году окончил Кабардино-Балкарский государственный университет. С 1964 года на научно-исследовательской работе во Всесоюзном научно-исследовательских институте виноделия и виноградарства «Магарач». С 1973 года заведующий отделом химии вина этого же института. Руководитель работ по комплексной стабилизации вин, а также по разработке экспрессных методов и приборов, обеспечивающих возможность контроля и автоматического управления технологическими процессами осветления и стабилизации вин. Член КПСС с 1973 года.

## Научная деятельность
Изучил механизм возникновения белковых помутнений, провел исследование по мембранной технологии и прочее. Автор более 100 научных трудов, 12 авторских свидетельств на изобретения. Среди работ:
- Иммобилизация кислых протеинах.- Биоорганическая химия, 1976, т. 2, № 2 (в соавторстве);
- Итоги исследований в области химии вина и разработки методов контроля.- Тр. / «Магарач», 1978, т. 19;
- Справочник для работников лабораторий винзаводов.- Москва, 1979 (в соавторстве);
- Perspectives des filtres a membranes pour la clarification et la stabilisation des vins. — Bull, de l’O.I.V., 1980, v. 53, № 589.

Соавтор популярных монографий: «Вино на вашем столе», «Атлас крымских вин и коньяков», «Пушкину было дано воспеть виноград и вино».
В 2004 году увидела свет книга Н. М. Павленко «Путь на винный Олимп», удостоенная премии МОВВ. Книга представляет собой повествование о жизненном пути автора, его научной деятельности как ученого Института винограда и вина «Магарач» и служении отрасли на посту президента Международной организации винограда и вина.

## Награды и звания
Награждён орденом Дружбы народов (СССР), орденом «Почета офицерской степени» (Франция), «Орденом почета» (Италия).